# 剑额银斑蛛
剑额银斑蛛（学名：Argyrodes xiphias）为球蛛科银斑蛛属的动物。分布于日本、缅甸、新加坡、印度尼西亚、台湾岛以及中国大陆的海南、云南等地。

## 识别特征
雌蛛体长25-27mm，背甲黄褐色，头部较窄。背甲平坦，中央黄色。前眼列后凹，后眼列稍前凹。